# Province de Tajima

Carte des anciennes provinces du Japon avec Tajima mise en évidence.

Tajima (但馬国; -no kuni) est une ancienne province du Japon, qui occupait l'espace nord de l'actuelle préfecture de Hyōgo. La province de Tajima était bordée par les provinces de Harima, Inaba, Tamba et Tango.
L'ancienne capitale provinciale était la ville de Hidaka, cependant, le plus grand château de la région était construit à Izushi. Pendant la plus grande partie de la période Sengoku, la province fut gouvernée par le clan Yamana.